# Pont au Double
Le pont au Double est un pont franchissant la Seine à Paris, en France.

## Situation et accès
Il relie le 4e arrondissement, au niveau du parvis de la cathédrale Notre-Dame de Paris sur l'île de la Cité, au 5e arrondissement, sur le quai de Montebello.
Ce site est desservi par les stations de métro Cité, Cluny - La Sorbonne, Maubert - Mutualité et Saint-Michel.

## Origine du nom
Le pont porte ce nom car le péage pour le franchissement du premier pont à cet emplacement était de deux deniers, c'est-à-dire d'un « double denier ».

## Historique

### Premier pont
En 1515, il est demandé à François Ier de construire un pont sur le petit bras de la Seine, afin d'installer des malades près de l'Hôtel-Dieu.
Le 5 août 1626, l'Hôtel-Dieu reçoit l'autorisation de jeter un pont en pierre sur le petit bras de la Seine, en amont du Petit-Pont aux dépens de l'hôpital. Les dessins et le devis sont dressés par les entrepreneurs Christophe Gamard et Louis Noblet. Adjudicataire, Christophe Gamart se charge de la construction du bâtiment et Louis Noblet de l'exécution du pont à trois arches (11,78 m, 15,70 m, 11,78 m). La construction du pont dure de septembre 1626 à septembre 1632. La réception du pont est faite le 11 août 1632. Le bâtiment permettant de relier les bâtiments de l'Hôtel-Dieu sur les deux rives de la Seine est construit en 1634. Un arrêt du Conseil d'État du 24 avril 1634 organise le péage d'un double denier pour chaque homme à pied.
Ce péage a donné son nom au pont, le « pont au Double ». Ce péage qui va subsister jusqu'en 1789 et faire de nombreux mécontents, va être l'objet de discussions sur le règlement pour définir qui en était exempté. Les salles de l'hôpital situées au-dessus du pont ont été une source importante de la pollution du petit bras de la Seine.
La construction de l'aile Saint-Charles de l'Hôtel-Dieu, en 1651, a supprimé une travée. Le pont Saint-Charles est construit entre le Petit-Pont et le pont au Double pour relier les nouvelles salles aux anciennes.

### Deuxième pont

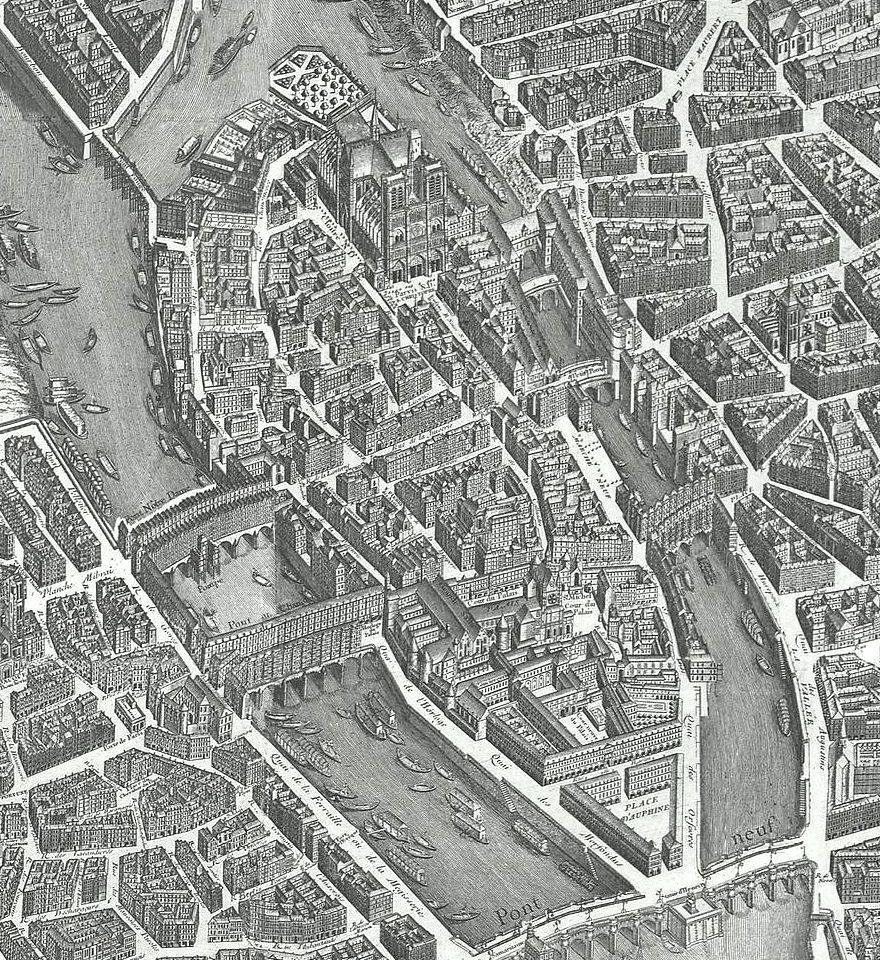
L'île de la Cité et ses ponts sur le plan de Turgot (1739).

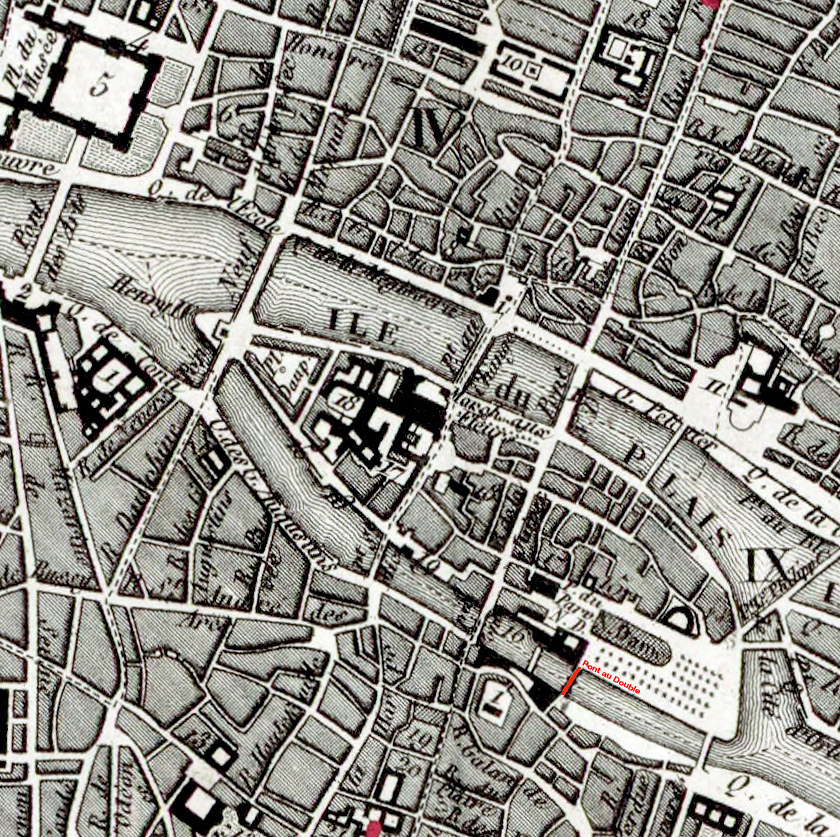
Extrait du plan de la Ville de Paris, Donnet (Kaufmann) de 1837.

Le pont s'effondre le 31 décembre 1709 et est aussitôt reconstruit avec les salles situées au-dessus. Les salles ont été abattues entre le 27 octobre 1824 et le 7 juin 1825.
Le pont Saint-Charles a disparu en 1836 pendant une phase de réaménagement de l'Hôtel-Dieu entre le pont au Double et le Petit-Pont. Il est remplacé par une passerelle couverte en bois.

### Troisième pont
La gêne pour la navigation occasionnée par la faible portée de ses travées a conduit à démolir le pont en 1847. Il est reconstruit en maçonnerie d'une seule travée de 31 m d'ouverture par les entrepreneurs Gariel et Garnier. La travée est décintrée début 1848. Le pont supporte alors une voie publique.
L'Hôtel-Dieu est reconstruit à son emplacement actuel, au nord du parvis Notre-Dame après 1865. La rue d'Arcole est alors reconstruite selon un nouvel axe dessiné dans l'alignement du pont d'Arcole et de la façade de la cathédrale. Les derniers bâtiments subsistants, dont l'aile Saint-Charles et la passerelle Saint-Charles, sont détruits en 1878.

### Quatrième pont

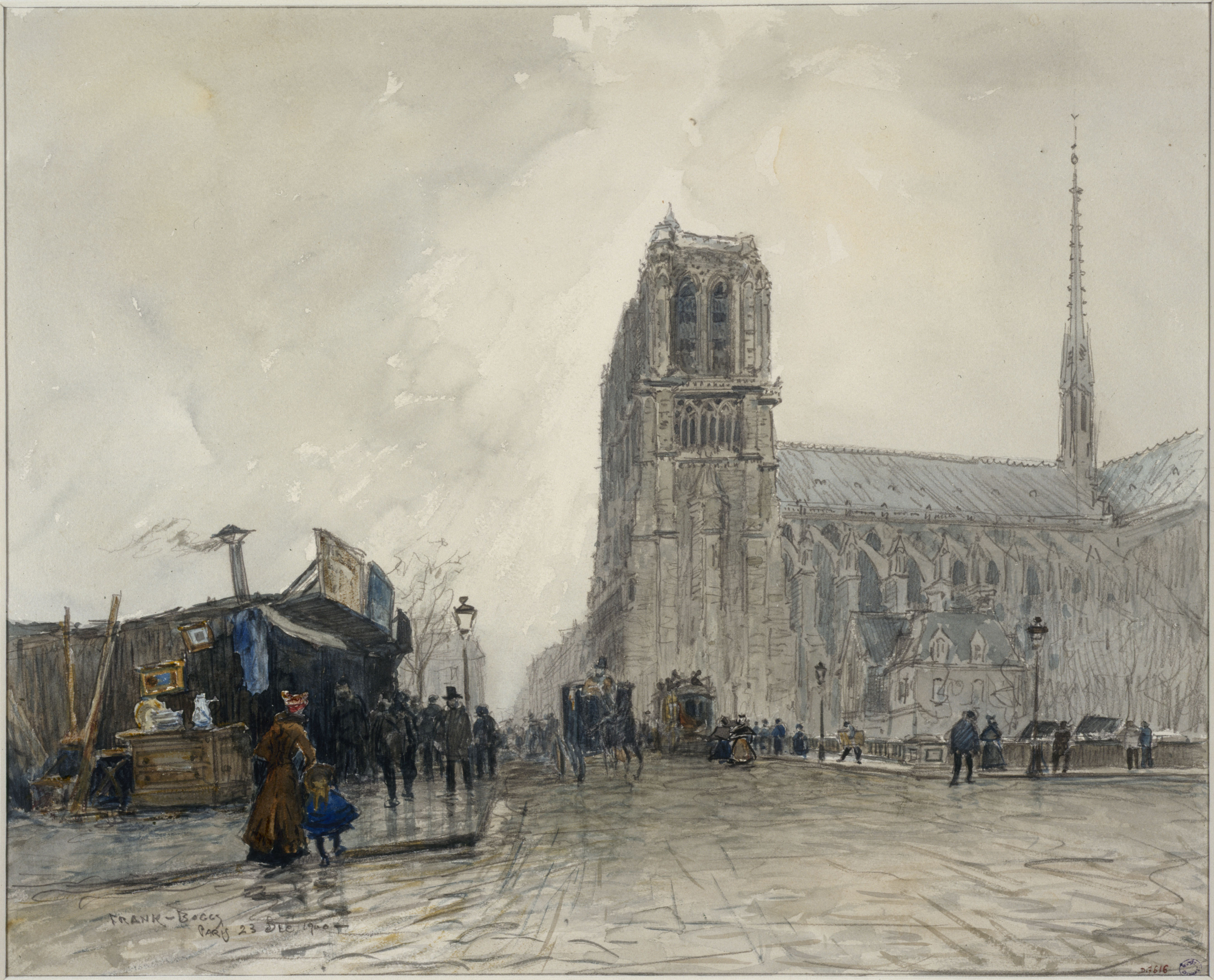
Pont au Double en 1900 (Frank Myers Boggs).

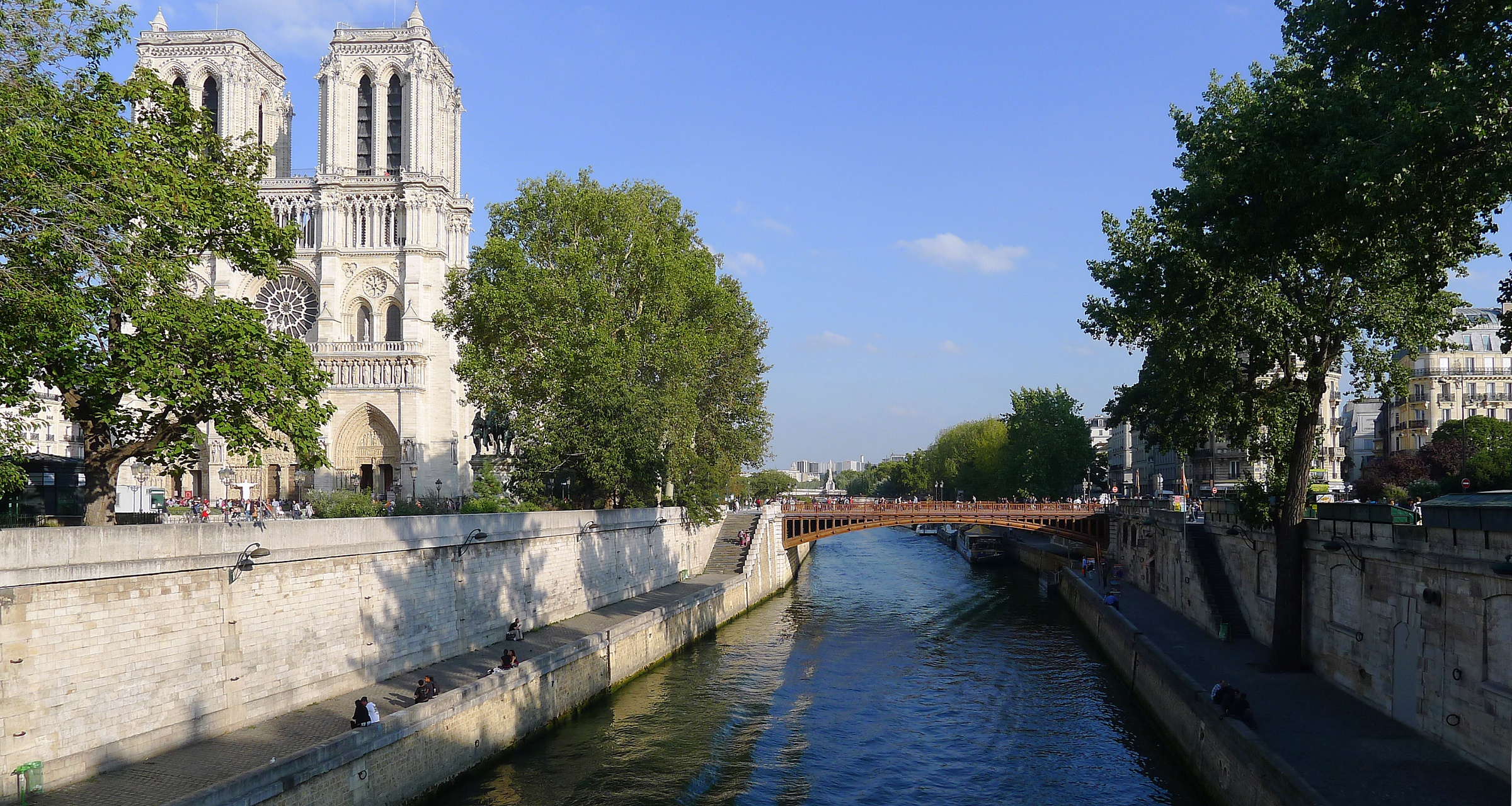
Le pont au Double relie le 4e arrondissement, au niveau du parvis de la cathédrale Notre-Dame de Paris, au 5e arrondissement (à droite).

Le prolongement de la rue Monge va entraîner l'étude d'un nouveau pont légèrement décalé par rapport à son emplacement originel pour le mettre dans l'axe de la rue d'Arcole et du pont d'Arcole afin de former un axe nord-sud cohérent. Un premier projet d'une arche en maçonnerie est proposé par l'ingénieur en chef des ponts et chaussées Bernard en 1877. Le conseil général des ponts et chaussées demanda de présenter un nouveau projet avec une arche métallique. Un nouveau projet est présenté au conseil municipal en 1879, qui l'approuve.
Le projet d'un nouveau pont d'une arche en fonte est dressé par l'ingénieur Jules Lax (ingénieur des ponts et chaussées en 1867), visé le 29 février 1880. Le projet a été approuvé le 23 mars 1883. Le pont est construit dans l'année, en même temps que les quais.
L'arche est formée de 11 arcs en fonte de 31 m d'ouverture, constitués de voussoirs assemblés entre eux par boulonnage, avec des entretoises en acier. Les arcs des faces amont et aval ainsi que les corniches ont été revêtus de cuivre. Le procédé de cuivrage galvanique du garde-corps avait été mis au point par M. Oudry.
Dans les années 1950, alors que la circulation automobile augmente et que le pont devient trop fragile pour la supporter, naît le projet de le remplacer par un tunnel, ce qui ne se fait finalement pas.
Des dégradations de la structure en fonte et du revêtement en cuivre ont été constatées. L'ouvrage a été restauré en novembre 2002.

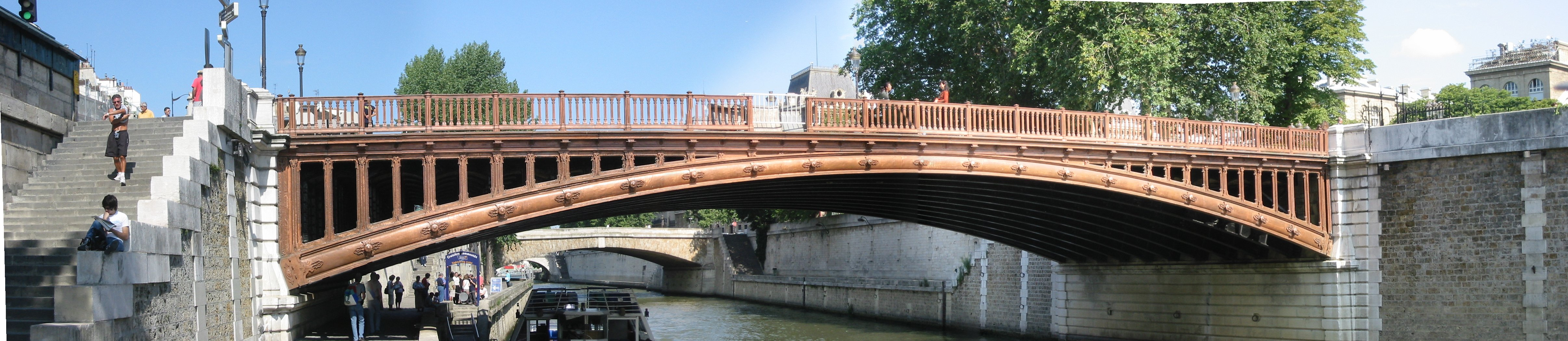

## Au cinéma
- 2008 : Agathe Cléry.

## Galerie

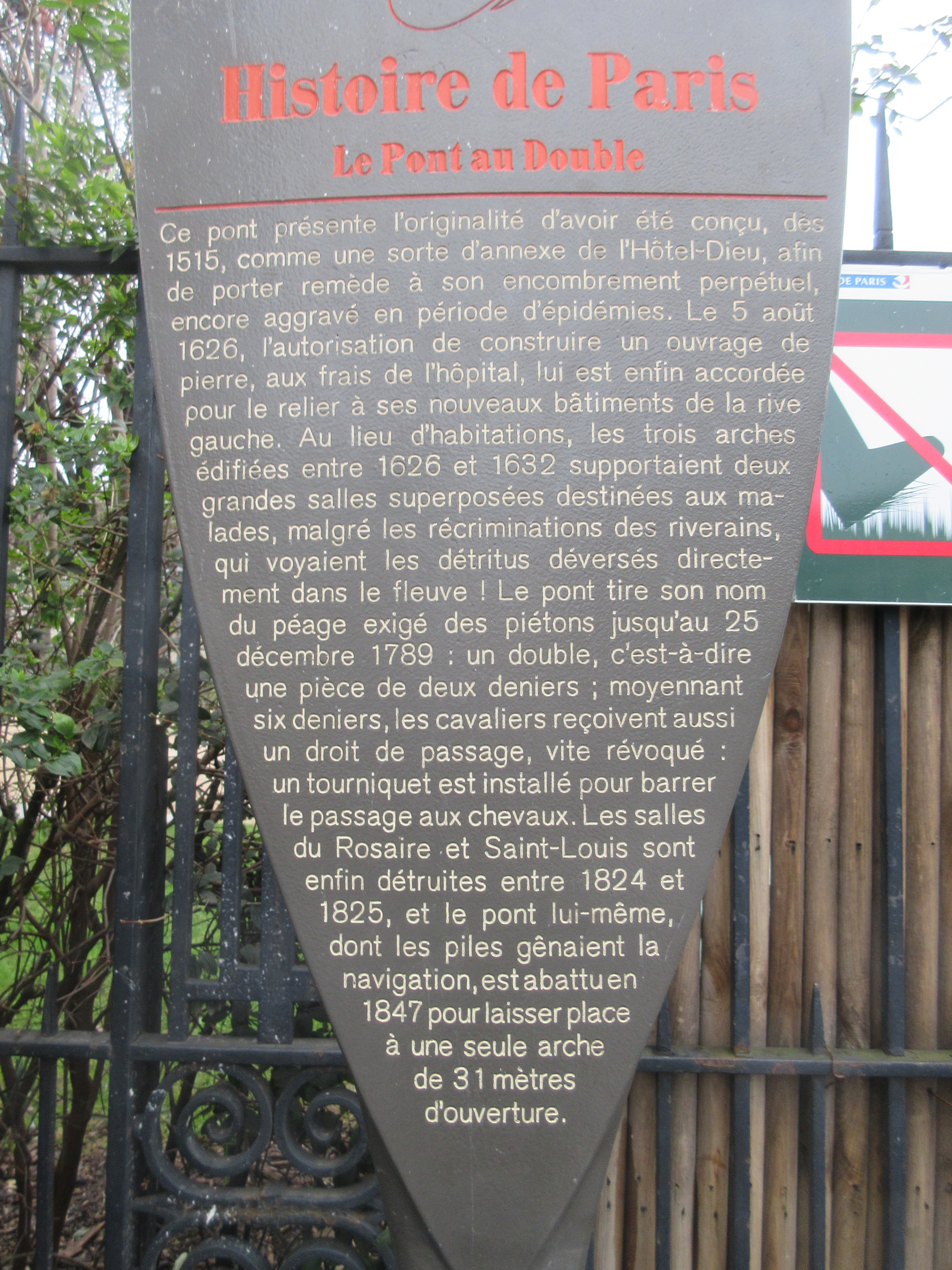
Panneau Histoire de Paris
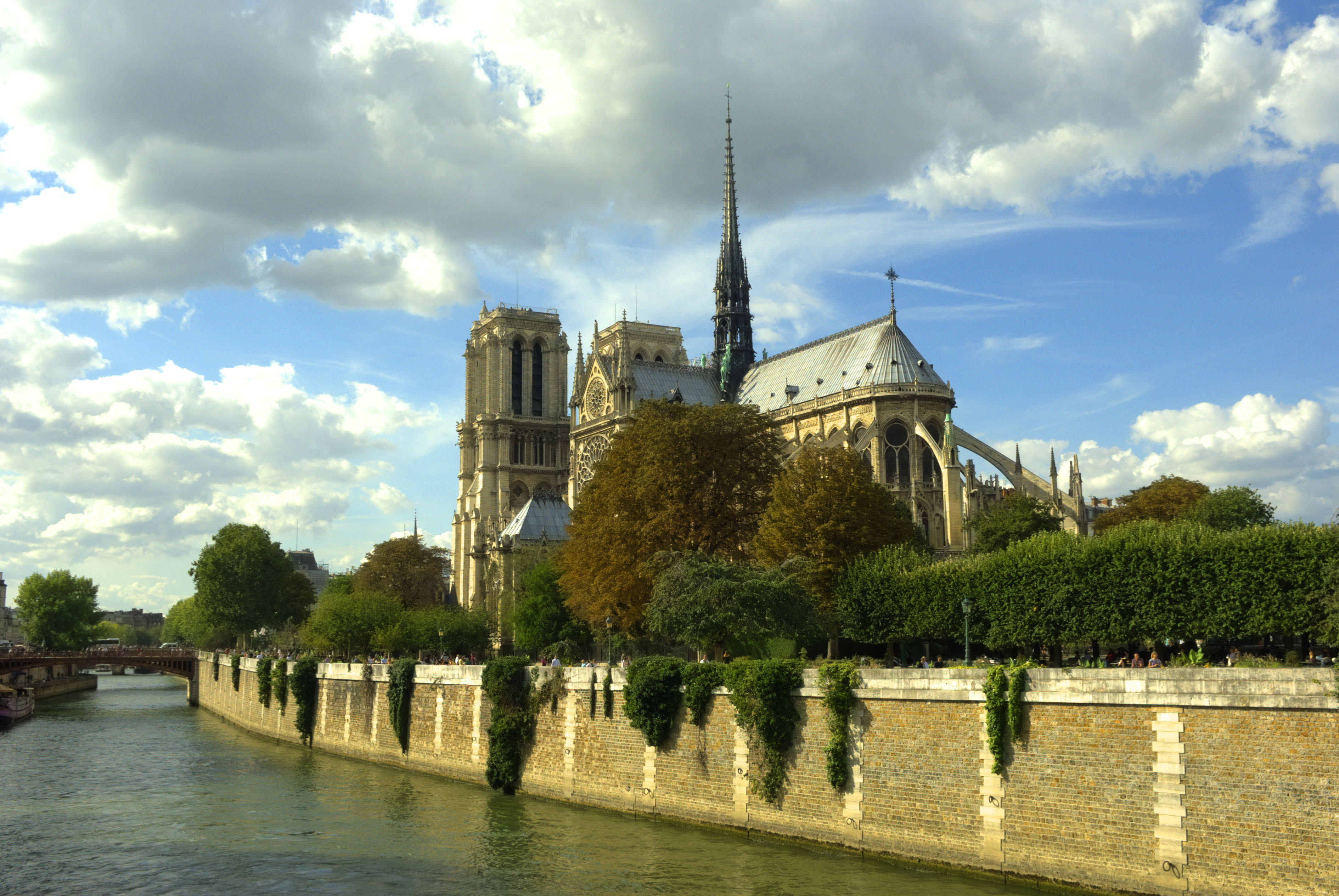
Vue avec la cathédrale Notre-Dame.
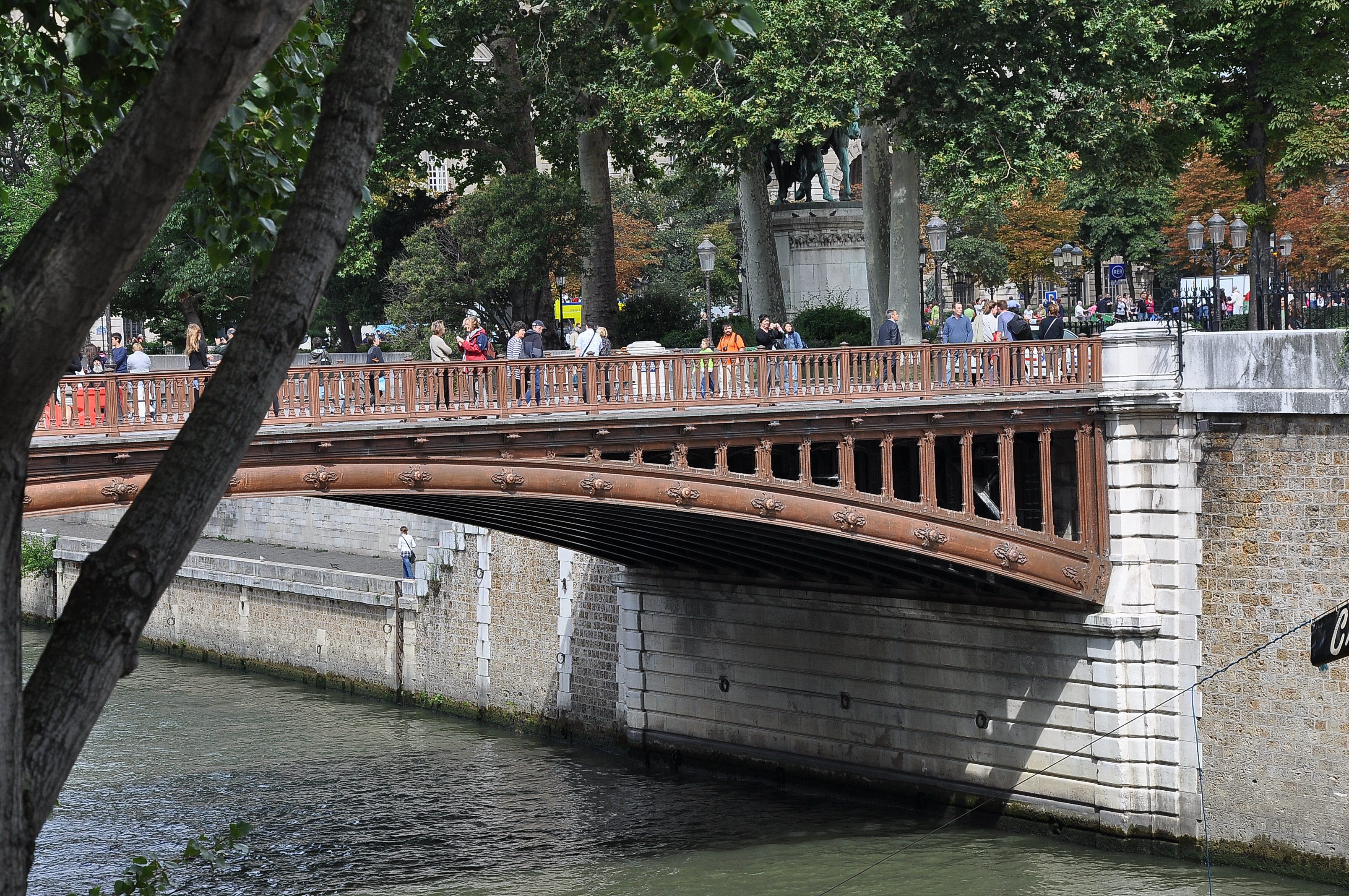
Vue du côté de Notre-Dame.
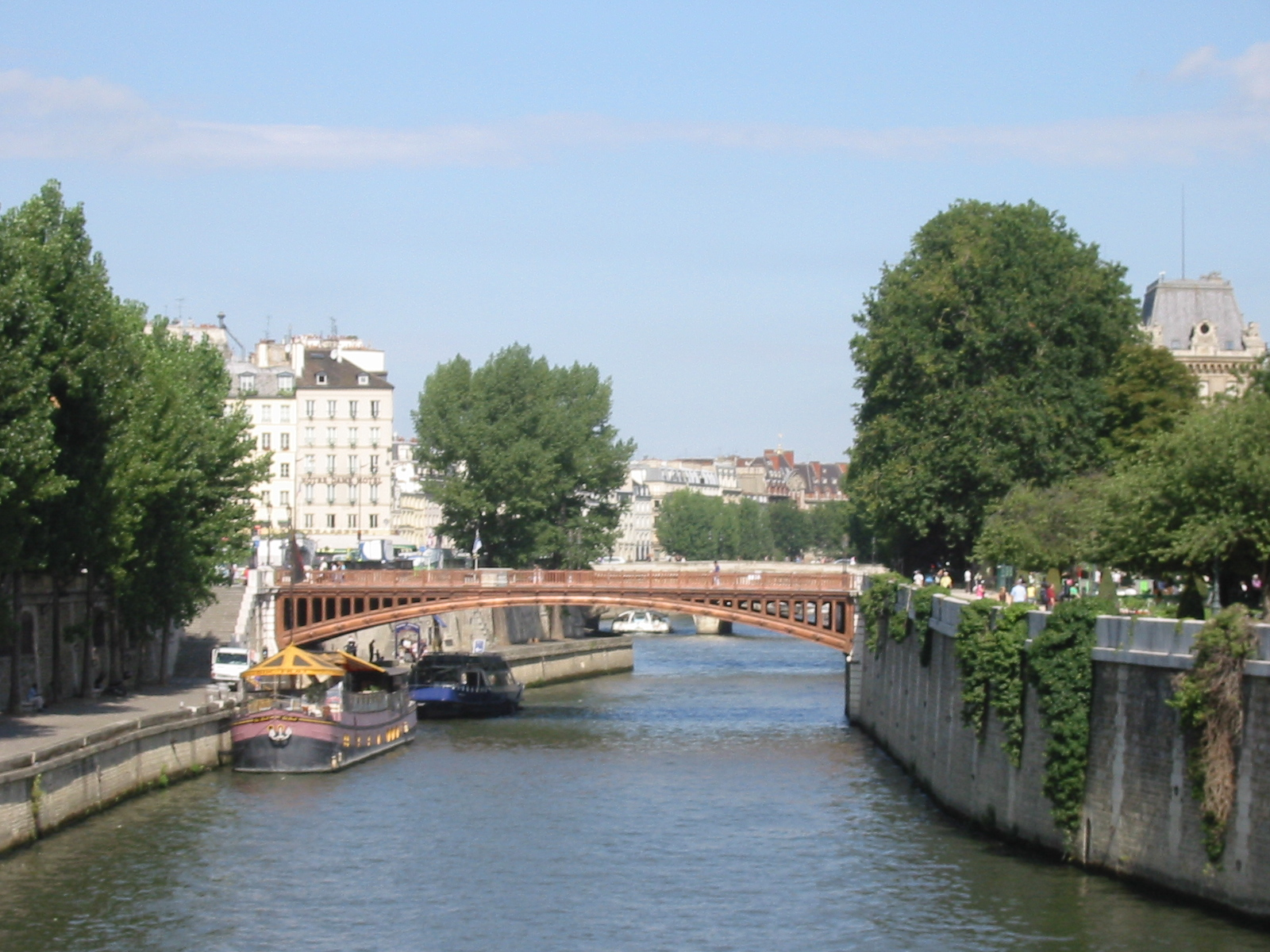
Vue à partir du pont de l'Archevêché.
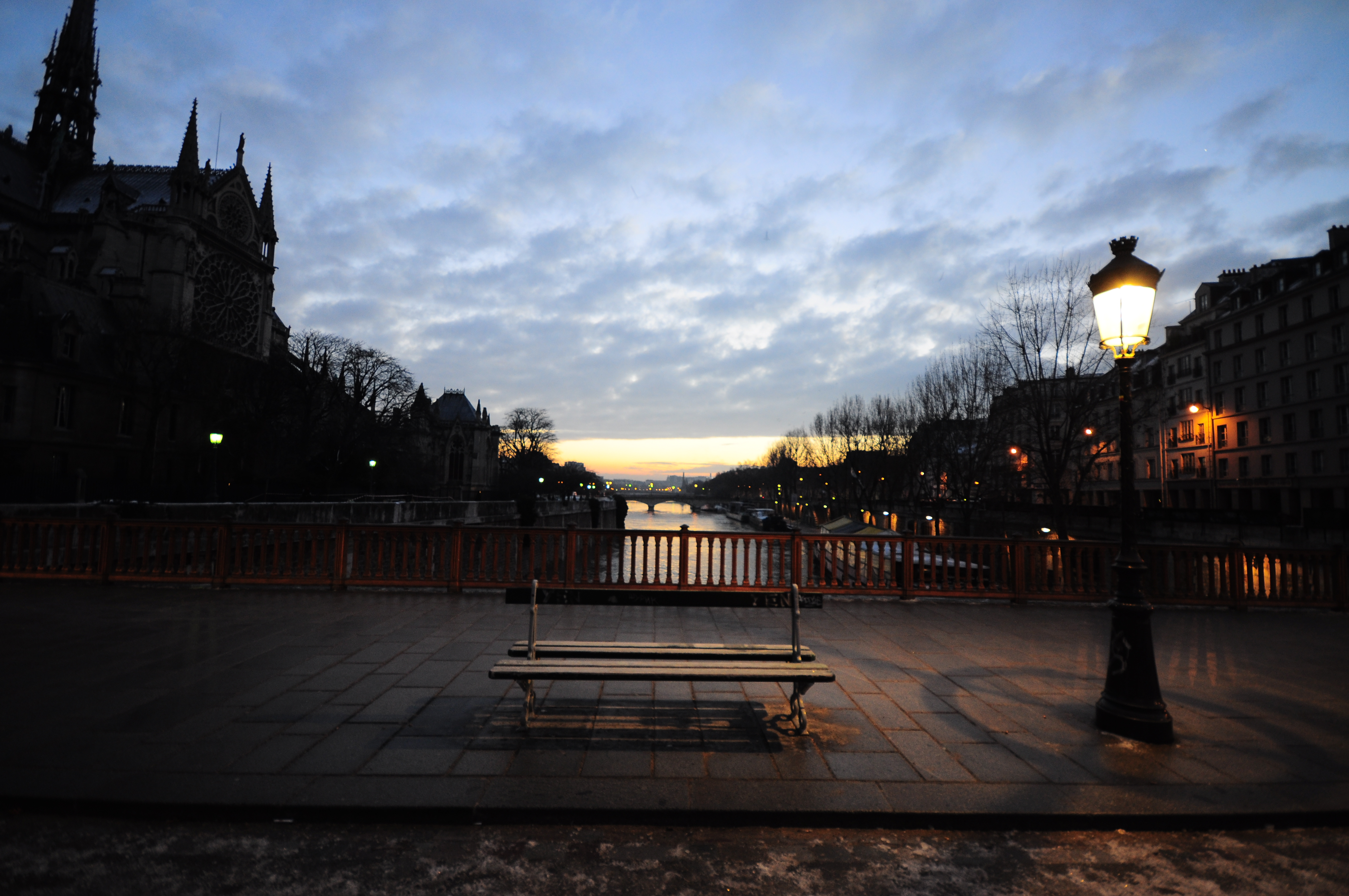
Pont à l'aube.
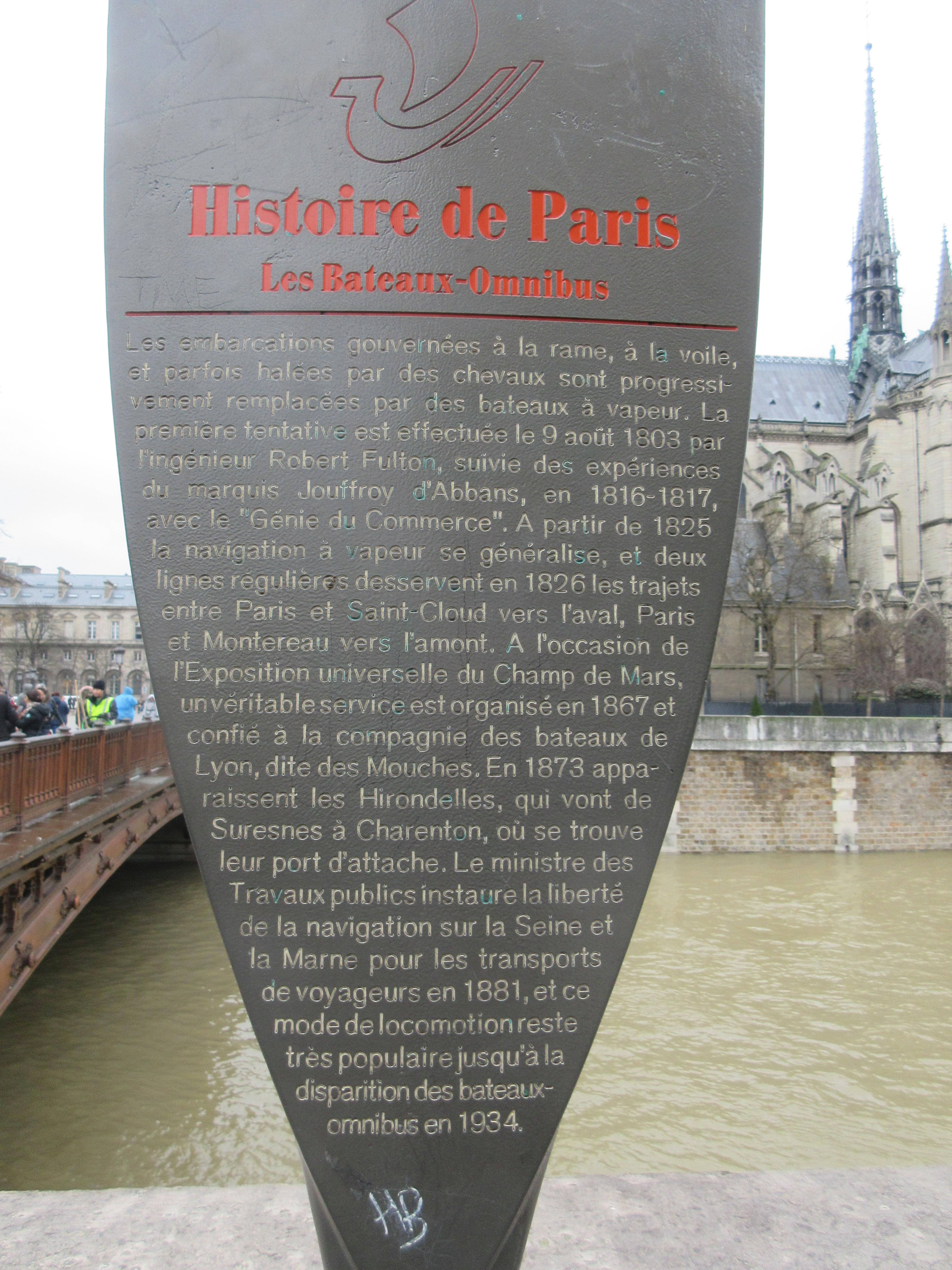
Panneau les bateaux-omnibus.
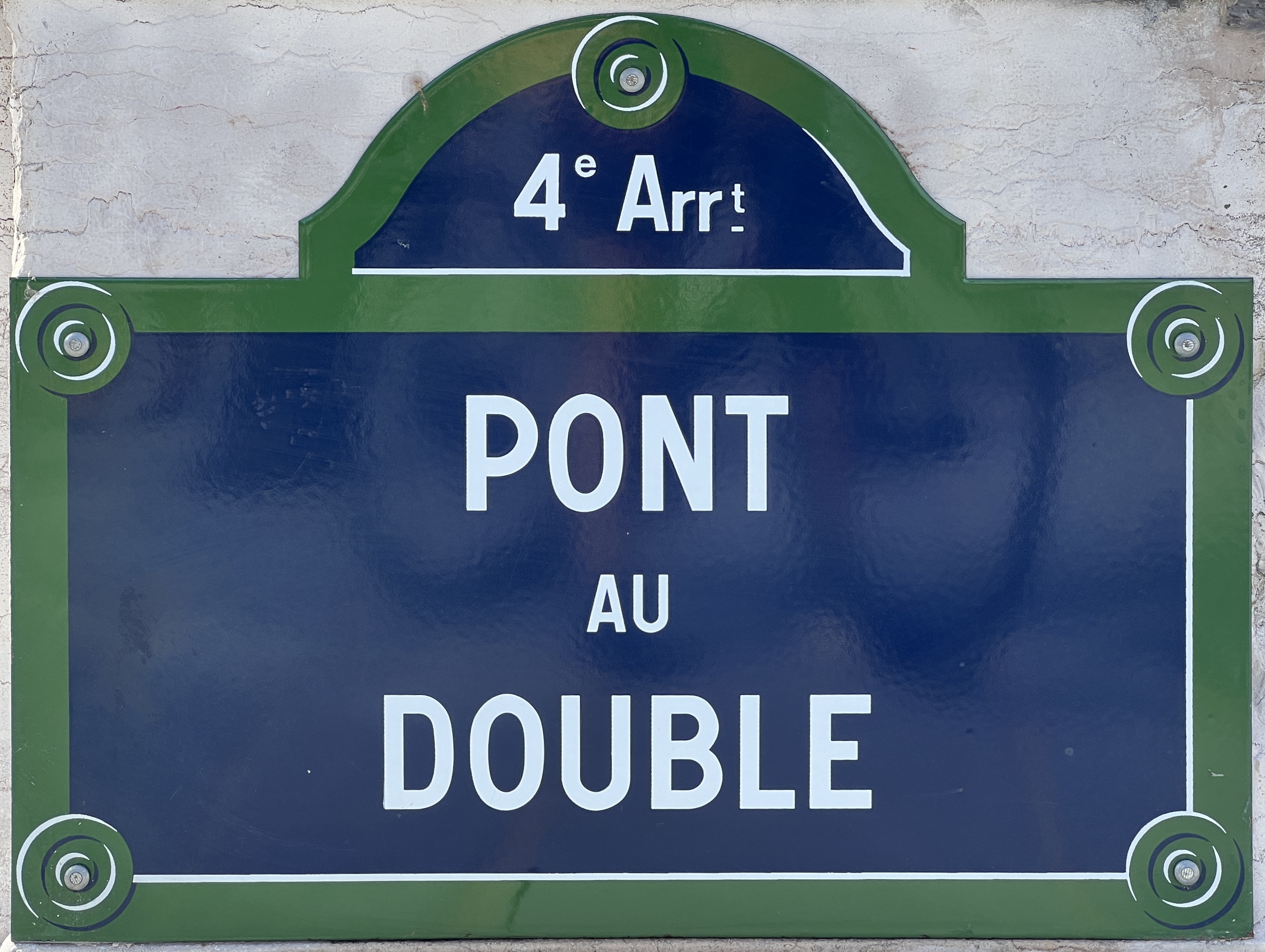
Plaque du pont.